# Caradrina stenoptera
Caradrina stenoptera är en fjärilsart som beskrevs av Charles Boursin 1939. Caradrina stenoptera ingår i släktet Caradrina och familjen nattflyn. Inga underarter finns listade i Catalogue of Life.